# Papa Liberi
Liberi I va néixer a Roma i va esdevenir Papa el 17 de maig de 352.
Les polèmiques engegades amb els arrians, que tenien el suport de l'emperador, va comportar l'elecció de Fèlix II com a antipapa i el seu desterrament a Bèroe de Tràcia (355) per negar-se a acceptar les doctrines arrianes defensades per l'emperador. Finalment les va acceptar al concili de Sírmium del 357 i se li va permetre tornar a Roma per compatir el poder amb Fèlix. Però el poble a Roma li era favorable i van esclatar disturbis fins que Fèlix va renunciar. En abandonar Fèlix la ciutat es va produir una matança dels seus partidaris.
Va promoure la construcció de la Basílica de Santa Maria la Major a Roma sobre el perímetre que ell mateix va traçar després d'una nevada el 5 d'agost (va afirmar que se li havia aparegut la Verge ordenant-li-ho). Segons la tradició, també va fixar la data actual del Nadal el 25 de desembre
Va morir el 24 de setembre de 366.
Va escriure:
- 1. Ad Osium
- 2. Ad Caecilianum
- 3. Ad Eusebium Vercellensem
- 4. Ad Constantium Augustum
- 5 i 6. Ad Eusebium Vercellensem (dues)
- 7. Ad Eusebium, Dionysium, et Luciferum exsules
- 8. Ad Orientales
- 9. Ad Ursacium, Valentem, et Germinium
- 10. Ad Vincentium Capuanum
- 11. Ad Catholicos Episcopos Italiae
- 12. Ad universes Orientis orthodoxos Episcopos
- 13. Dicta ad Eusebium spadonem, dum ipsum ut in Athanasium subscribens Imperatori obtemperaret adhortabatur.
- 14. Dialogus Libe ii et Constantii Imperatoris, triduo antequam in exilium deportaretur, habits.
- 15. Oratio Liberii Marcellinam S. Ambrosii sororem dato virginitatis velo consecrantis.

Les dotze primeres són cartes. Dues cartes més són dubtoses:
- Epistola Liberii Episcopi Urbis Romae ad Orientales Episcopos
- Delectissimis Fratribus Presbyteris et Coepiscopis Orientalibus